# Pomnik Żołnierzy Wyklętych w Zielonej Górze
Pomnik Żołnierzy Wyklętych w Zielonej Górze – pomnik dłuta Roberta Tomaka znajdujący się na placu majora Adama Lazarowicza przy Winnym Wzgórzu w Zielonej Górze. Odsłonięty został 28 lutego 2014 roku, w przeddzień Narodowego Dnia Pamięci Żołnierzy Wyklętych.

## Historia
Pomnik powstał w 2014 z inicjatywy senatora Stanisława Iwana poświęcony żołnierzom zrzeszenia Wolność i Niezawisłość na placu majora Adama Lazarowicza (skądinąd dziadka inicjatora).

## Opis
Pomnik przedstawia zrywającego się do lotu orła ze zwichniętym skrzydłem. Orzeł w koronie wykonany z brązu (wysokości ok. 1 m) wieńczy 20-tonowy głaz.  Rzeźba nawiązuje w formie do istniejących już w wielu innych miastach pomników związanych z tematem. Tablica na głazie głosi:

W hołdzie "ŻOŁNIERZOM WYKLĘTYM" bohaterom antykomunistycznego podziemia po 1945 roku, którzy w obronie niepodległości przeciwstawili się sowieckiej agresji i narzuconemu siłą reżimowi komunistycznemu.